# Vague de froid
 (mars 2014).
Si vous disposez d'ouvrages ou d'articles de référence ou si vous connaissez des sites web de qualité traitant du thème abordé ici, merci de compléter l'article en donnant les références utiles à sa vérifiabilité et en les liant à la section « Notes et références ».

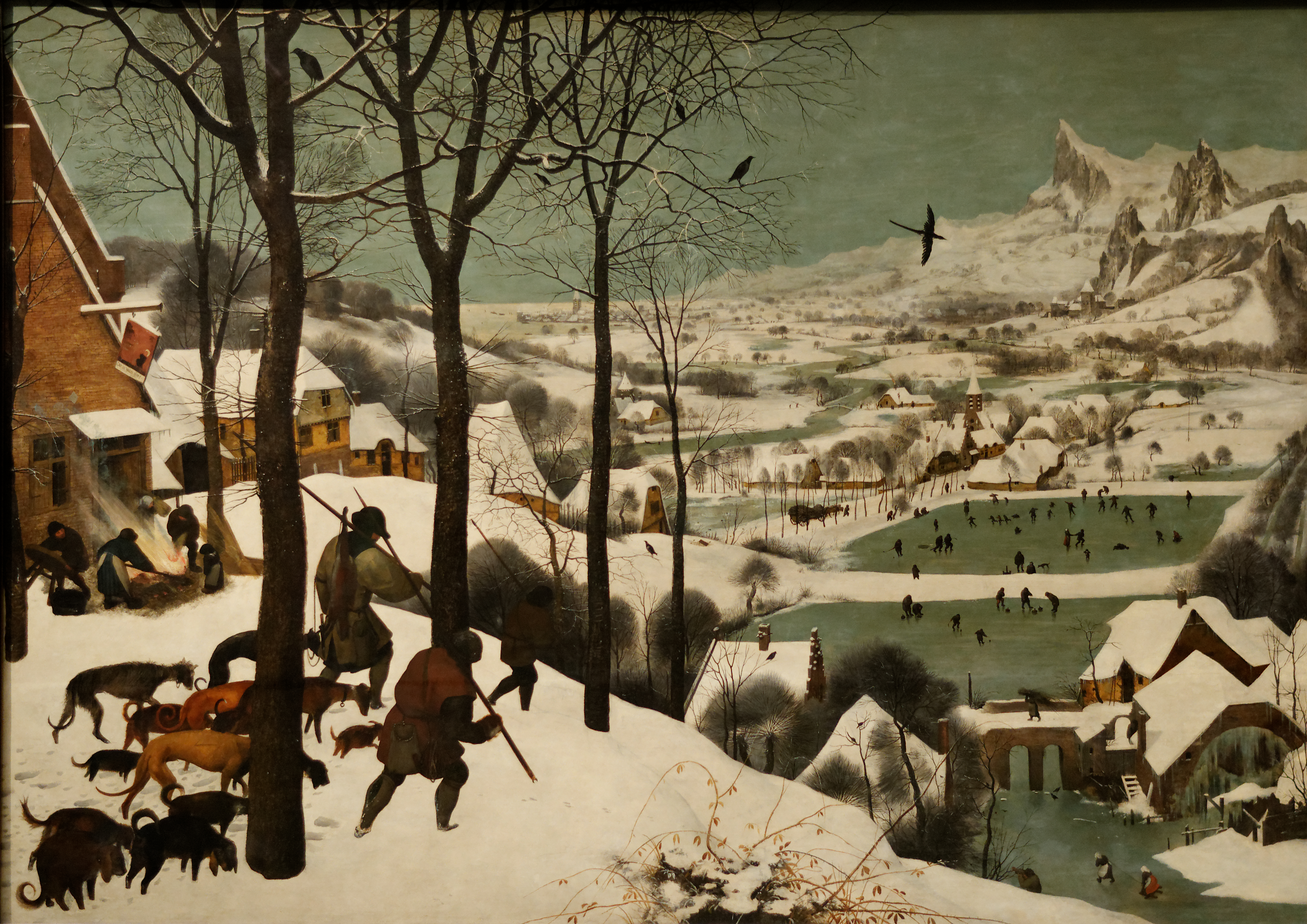
Le tableau de Pieter Brueghel l'Ancien intitulé Chasseurs dans la neige (1565) représente une vague de froid intense où toute la nature est gelée.

Une vague de froid désigne une baisse durable et étendue des températures diurnes et nocturnes, à des seuils souvent négatifs, sur un vaste territoire par invasion d'une masse d'air froid. Elle peut être accompagné ou non d'un fort vent qui accroît la sensation de froid. Pour qu'un froid excessif soit qualifié de vague de froid, il faut que celui-ci égale ou dépasse certains seuils en intensité et en durée par rapport à la normale dans la région considérée. 

## Conséquences
Si le froid extrême est accompagné d'un fort vent, le processus de réchauffement du corps humain deviendra plus difficile car le vent diminuera encore la température ressentie (phénomène de refroidissement éolien). Il est plus facile de supporter −20 °C avec un vent de 20 km/h que −10 °C avec un vent soufflant à 80 km/h.
Les hivers très rigoureux peuvent avoir des effets néfastes sur la santé bien qu'il soit vrai que le froid extrême permet au corps de se débarrasser de certaines bactéries ou certaines maladies[réf. nécessaire]. Les vagues de froid sont responsables de nombreux décès que ce soit en France ou dans d'autres régions comme la Sibérie où les hivers y sont réputés pour leur rigueur et leur froid extrême. Elles causent plus de décès que les vagues de chaleur,. Le grand froid, le vent glacial et la neige sont responsables de nombreux décès ou d'autres conséquences graves qui vont de la simple gelure à l'hypothermie.

## Causes
Les vagues de froid ont généralement deux causes:
- La descente d'une masse d'air arctique ou polaire guidée par le courant-jet, un courant d'air rapide et confiné dans la haute atmosphère qui sépare les différentes masses d'air qui ne peuvent se mélanger et qui se rencontre au niveau d'une zone appelée front, venu tout droit du pôle nord, où se trouve le vortex polaire. Le vortex polaire est un système dépressionnaire et cyclonique de très grande ampleur situé en permanence sur les deux pôles du globe, qui se développe et grossit en hiver et qui se rétracte et s'affaiblit en été. Ce système concentre une masse d'air glaciale au-dessus des régions polaires et arctiques et tourne sur lui-même dans le sens anti-horaire. En temps normal, le courant-jet souffle de façon quasi linéaire sans méandre au-dessus des latitudes moyennes, ce qui permet aux masses d'air froid et chaud de rester de chaque côté du courant, ainsi le flux est dit zonal et il n'y a pas d'échange de masse d'air entre les pôles et les régions plus au sud. En revanche, il arrive parfois et surtout en hiver, lorsque le contraste thermique entre les régions polaires et tropicales est très fort, que le courant-jet ralentisse et emprunte un trajet beaucoup plus ondulé qu'à la normale, ce qui laisses les zones de haute pression subtropicales alimentées en air très doux monter en latitude et à l'inverse les zones de basse pression subpolaires (une partie du vortex) descendre en latitude, avec l'air glacial associé et ainsi occasionner une vague de froid intense et dans ce cas le flux synoptique n'est plus zonal mais méridional. Le flux méridional est caractéristique des situations de blocages. De plus les conditions dépressionnaires associées au vortex polaire peuvent engendrer de fortes chutes de neige ainsi que de forts vents, ce qui peut encore abaisser les températures ressenties par effet de refroidissement éolien. Les vagues de froid, comme tout phénomène ou événement météorologique exceptionnel ou extrême tel que les canicules, les sécheresses ou encore les inondations, sont généralement causées par un blocage de la circulation atmosphérique en altitude qui immobilise les systèmes météorologiques et plus particulièrement les centres d'action, c'est-à-dire les anticyclones et les dépressions.

- La descente d'une masse d'air arctique ou polaire en lien avec un anticyclone polaire stationnaire, faisant partie de la ceinture anticyclonique polaire que l'on retrouve climatologiquement sous les latitudes polaires une bonne partie de l'année. Par exemple, en Europe, l'Anticyclone de Sibérie généralement centré au nord de la Russie peut, s'il étire une crête barométrique vers le Europe du Sud-Ouest, envoyer des masses d'air glaciales et très sèches, occasionnant ainsi une vague de froid ; ce phénomène est appelé Moscou-Paris en France. Les conditions anticycloniques associées engendrent généralement un vent calme sauf si les régions affectées sont situées en bordure des hautes pressions mais engendrent aussi un temps sec et un ciel dégagé. La présence d'un ciel dégagé signifie que le soleil, bas dans le ciel à cette époque de l'année, peut réchauffer très faiblement le sol en journée mais le rayonnement infrarouge nocturne émis par la Terre sera puissant étant donné que la masse d'air est sèche et le ciel dégagé, ainsi la Terre perd plus de chaleur qu'elle n'en reçoit et le jour suivant débute en peu plus froid que le précédent et c'est la vague de froid. En général, dans cette situation, il fait plus froid que dans la première mentionnée. Une telle vague de froid est destinée à durer[4].

## Exemples significatifs
- Grand hiver de 1709
- Vague de froid de l'hiver 1956 en Europe et au Maghreb
- Vague de froid de l'hiver 2012 en Europe
- Vague de froid de 2014 en Amérique du Nord
- Vague de froid de 2021 en Amérique du Nord
- Vague de froid de 2023 en Afghanistan